# Монтефранко (Терни)
Монтефранко је насеље у Италији у округу Терни, региону Умбрија.
Према процени из 2011. у насељу је живело 573 становника. Насеље се налази на надморској висини од 395 м.